# 吉仓乡
吉仓乡，是中华人民共和国甘肃省甘南藏族自治州夏河县下辖的一个乡镇级行政单位。

## 行政区划
吉仓乡下辖以下地区：
吉仓村、木道村和西小村。